# 월간 모상과학
월간 모상과학(月刊モー想科学, Delusional Monthly Magazine)은 우마타니 이치고가 제작하고 OLM (기업)이 애니메이션을 맡은 오리지널 일본의 애니메이션 TV 시리즈이다. 감독은 미야와키 치즈루, 각본은 카나스기 히로코, 음악 디자이너는 다테야마 아키유키, 캐릭터 디자이너는 미야와키, 애니메이션 디자인은 히로타 아카네가 맡는다. 이 시리즈는 2024년 1월부터 3월까지 방영되었다.

## 구성
모스트 시티 마을의 한 출판사는 초자연적 사건에 대한 기사가 담긴 과학 잡지 월간 모상과학을 발행한다. 스즈키 타로, 다나카 지로, 그리고 그의 개 사부로는 편집장인 캐서린 수 밑에서 출판사에서 일하고 있다. 과학자 사토 고로의 방문을 거쳐, 그들은 오래 전에 가라앉았다고 전해지는 수수께끼의 모 대륙과 그 주민들인 모타리안에 대한 조사에 참여하게 되고, 화이트 페가수스 회사는 미리 모대륙을 키우기 위해 MO파트를 수집하려고 한다.